# Locus of control
Locus of control (volně přeloženo místo či těžiště řízení) je pojem v sociální psychologii, který označuje, do jaké míry jsou jednotlivci přesvědčeni o tom, že jsou schopni řídit a ovládat výsledky své činnosti. Autorem tohoto konceptu je Julian Rotter, který výsledky svého zjištění publikoval v roce 1966 pod názvem Generalized expectancies for internal versus external control of reinforcement.

## Historie
Pojem locus of control zavedl v roce 1954 americký psycholog Julian Rotter v rámci své sociální teorie učení, kterou představil v publikaci Sociální učení a klinická psychologie. Jednotný překlad tohoto pojmu do českého jazyka není stanoven, teoretici a výzkumníci pro něj používají různá označení. První český překlad zněl lokalizace kontroly (Kotásková, Ekström a Vajda 1981 - tato první česká studie věnovaná výhradně této problematice ovšem vznikla až téměř 30 let po vzniku teorie). Další české překlady pojmu locus of control, které lze nalézt v literatuře, jsou např.: ohnisko řízení vlastní činnosti, středisko/těžiště kontroly, místo kontroly, místo řízení a umístění vlivu.
Rotter provedl v kontextu své teorie řadu experimentů. Jejich cílem bylo zjistit, zda se lidé liší v chování a v tom, jak se učí úkolům, podle toho, zda vnímají "posílení" (tj. odměnu či trest) jako související či nesouvisející se svým vlastním chováním. Rotter hledal určitý univerzální "posilovač" pro sociální učení. Zjistil, že vliv, jaký bude odměna či trest mít na předchozí chování, závisí z části na tom, zda daná osoba tuto odměnu vnímá jako podmíněnou vlastním chováním, nebo jako na tomto chování nezávislou. V této souvislosti zavedl Rotter pojem locus of control (místo řízení); ten určuje, co člověk pokládá za faktor určující odměny či tresty, které obdrží. Rotter předpokládal, že lidé se mezi sebou budou lišit v tom, do jaké míry přisuzují odměny a tresty svým vlastním činům, a to v závislosti na osobní historii odměn a trestů. Tato historie se vytváří již během dětského vývoje při rozvíjení a získávání zkušeností. Každý jedinec postupně rozlišuje, které události podle něj souvisí s jeho vlastním jednáním a které ne. Rotter se dále domníval, že obecné mínění, které jedinec má o příčinném vztahu mezi vlastním chováním a jeho následky, ovlivňuje volbu chování v různých životních situacích.

## Interní a externílocus of control
Julian Rotter se ve své práci zabýval rozdílem přístupů lidí k životním těžkostem. Na základě jejich postoje k problémům, kterým musí čelit, je pak rozdělil na osoby s interním a externím locus of control.
Osoby s interním locus of control – lidé vycházející ze sebe, z vlastních schopností, dovedností a možností. Tato skupina lidí věří, že výsledek jejich činnosti je závislý na jejich přičinění, a že svůj život mají pevně v rukou. Jsou přesvědčení, že události jsou podmíněny jejich vlastním chováním nebo jejich relativně stálými charakteristikami. Tzv. internalisté bývají zdravější, spokojenější a lépe zvládají zátěžové situace.
Osoby s externím locus of control – lidé mající za to, že jejich úspěchy či nezdary jsou ovlivněny a určeny vnějšími vlivy. Lidé s externím locus of control předpokládají, že se situace vyřeší sama nebo bude vyřešena zásahem někoho či něčeho jiného (například zásahem druhé osoby či osudu). Tito lidé pak často používají pasivní strategie zvládání zátěže, objevují se u nich pocity bezradnosti, rezignace. Rovněž se u nich objevuje častěji problémové chování a je u nich větší riziko sebevražedného jednání.
Místo řízení tedy ovlivňuje plánování i realizaci činností zaměřených na cíl jak v běžných, tak v obtížných životních situacích; má také souvislost s psychickou odolností a má účinek na stres u dospívajících.

## Nástroje na měřenílocus of control
Vůbec první metoda, která byla pro měření locus of control vyvinuta, vznikla v rámci dvou dizertačních prací na Ohijské státní univerzitě. První pokus o měření učinil E. J. Phares, který vytvořil škálu skládající se z 26 tvrzení (13 bylo formulováno v externím směru a 13 ve směru interním); odpovědi se zaznamenávaly pomocí Likertovy stupnice. Na Pharese navázal ve své dizertační práci W. H. James, který rozšířil škálu na 60 položek, přičemž 30 z nich mělo za účel "zamaskovat" zaměření tohoto psychodiagnostického nástroje. Tak vznikla James-Pharesova "škála místa řízení" (locus of control scale).
Od uvedení konceptu locus of control však vznikly desítky dalších měřících nástrojů, např. Leibnizovo centrum pro psychologické informace a dokumentaci jich ve svém přehledu psychologických a pedagogických testů z databáze PSYNDEX uvádí rovných 67. (Tato databáze obsahuje popisy testů, bodové stupnice, dotazníky, metody rozhovorů, metody pozorování a další diagnostické metody používané v němčině, a to ze všech oblastí psychologie a vzdělávání, ale i z příbuzných oborů, jako je lékařství, psychiatrie a oblast práce. Obsahuje rovněž popis německých jazykových adaptací testů původně vytvořených v angličtině a v dalších jazycích.)
Jednou z nejpoužívanějších metod k měření locus of control je Rotterova I-E škála. Ta měří, do jaké míry má jedinec sklon myslet si, že situace a události jsou pod jeho kontrolou a do jaké míry jsou podle něj určovány vnějšími vlivy. Jedná se o jednodimenzionální nástroj, který měří jediný skór - čím vyššího jedinec dosáhne, tím více je u něho zastoupený externí locus of control. Metoda obsahuje 23 párů výroků s nuceným výběrem, kdy jeden lze interpretovat jako externí a druhý jako interní. Respondenti tedy mají za úkoly vybrat z dvojice výroků ten, se kterým souhlasí. Např.: „Lidské neštěstí je výsledkem chyb, které lidé udělali.“ vs. „Mnoho nešťastných věcí v lidském životě se děje zčásti díky neštěstí.“

## Aplikace
Vlivem locus of control na zvládání životních problémů se ve své studii Long-Term Effects of a Control-Relevant Intervention With the Institutionalized Aged z roku 1977 zabývaly Judith Rodin z Yalu a Ellen J. Langer z Harvardu. Předmětem jejich výzkumu bylo zkoumání souvislosti míry svobody a odpovědnosti se zdravotním stavem. Ve své studii, která trvala 18 měsíců, rozdělily obyvatele domova důchodců na dvě relativně srovnatelné skupiny. Jedné skupině (experimentální) bylo umožněno více se podílet na rozhodování, kontrole a odpovědnosti jejich každodenních záležitostí. Této skupině bylo například umožněno pracovat na zahrádce nebo se svobodně účastnit kolektivních činností. O činnostech druhé (kontrolní) skupiny rozhodovalo vedení domova důchodců. Výsledky studie pak ukazují, že u první skupiny (experimentální) došlo ke zlepšení psychického a fyzického stavu u 93 % zúčastněných již po třech týdnech a po 18 měsících byli členové této skupiny celkově zdravější, aktivnější a sociálně čilejší. Naopak u druhé skupiny (kontrolní) došlo ke zhoršení psychického stavu. Tyto výsledky vypovídají o přímé úměře mezi mírou svobody (a odpovědnosti) a zdravotním stavem. Praktickou psychodiagnostickou metodou zaměřenou na diagnostiku locus of control je semiprojektivní Dotazník porovnávání pocitů a přání.